# Cicurina platypus
Cicurina platypus är en spindelart som beskrevs av James Cokendolpher 2004. Cicurina platypus ingår i släktet Cicurina och familjen kardarspindlar. Inga underarter finns listade i Catalogue of Life.